# Birds of Eden
Koordinaten: 33° 57′ 45,7″ S, 23° 29′ 1,3″ O

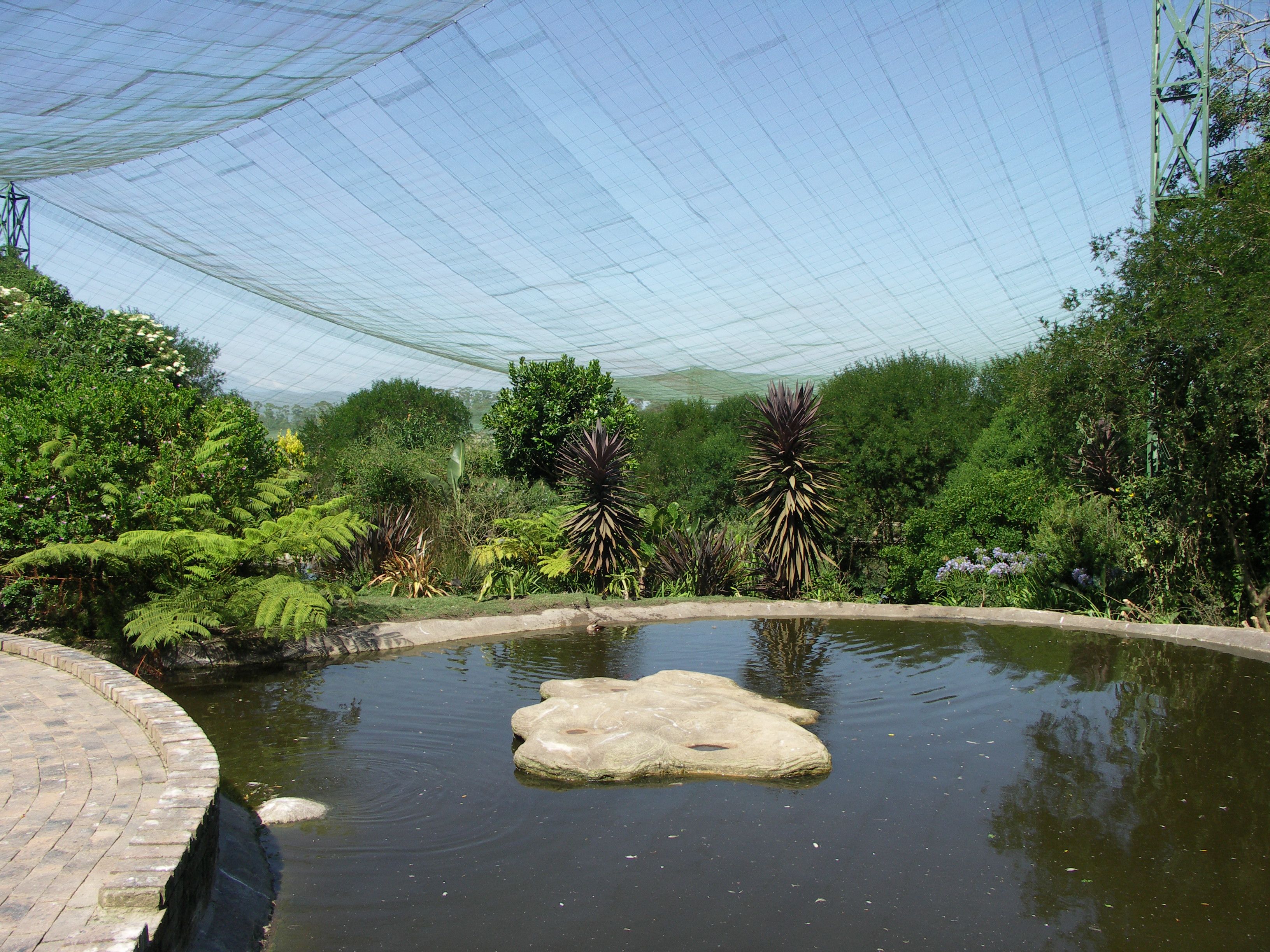
Innenansicht der Freiflughalle

Birds of Eden mit der Bedeutung „Die Vögel des Paradieses“ ist ein 2005 eröffneter Vogelpark nordöstlich von Plettenberg Bay im Garden Route Distrikt der südafrikanischen Provinz Westkap. Er befindet sich nahe der Garden-Route-Panoramastraße. Die Großstadt Port Elizabeth befindet sich in einer Entfernung von ca. 120 Kilometern in östlicher Richtung. Mit einer Grundfläche von 23.000 Quadratmetern handelt es sich um die weltweit größte Vogelfreiflughalle (Stand 2022).

## Artenspektrum
In Birds of  Eden leben rund 3500 Vögel in ca. 220 Arten. Schwerpunktmäßig werden Vögel aus Afrika gehalten. Das Artenspektrum umfasst Vögel verschiedenster Gattungen, Familien und Ordnungen. Einen breiten Raum nehmen die Bewohner des Waldes ein. Da es auf dem Gelände auch Gewässer, darunter einen Teich, einen Bach und einen Wasserfall gibt, ist die Anzahl der Wasservögel stark vertreten.
Während der COVID-19-Pandemie wurden zwischen 2020 und 2022 mehr als 1200 Vögel, die bei Privatpersonen in kleinen Vogelkäfigen lebten, im Vogelpark abgegeben, da die Besitzer aufgrund der Pandemie nicht in der Lage waren, die Tiere geregelt zu versorgen. Viele der abgegebenen Käfigvögel hatten niemals zuvor einen Artgenossen oder einen anderen Vogel gesehen und waren nie frei umhergeflogen. Dessen ungeachtet bildeten sie schnell ihre Flügelmuskeln aus und flogen dann frei durch das Gelände. Es war auch erstaunlich, wie schnell sie andere Individuen ihrer eigenen Art erkannten und wie sie instinktiv nach Wasser- und Nahrungsquellen suchten, die ihren natürlichen Lebensbedürfnissen entsprachen. Die nachfolgenden Bilder zeigen eine Auswahl von Vogelarten aus dem Bestand des Vogelparks.

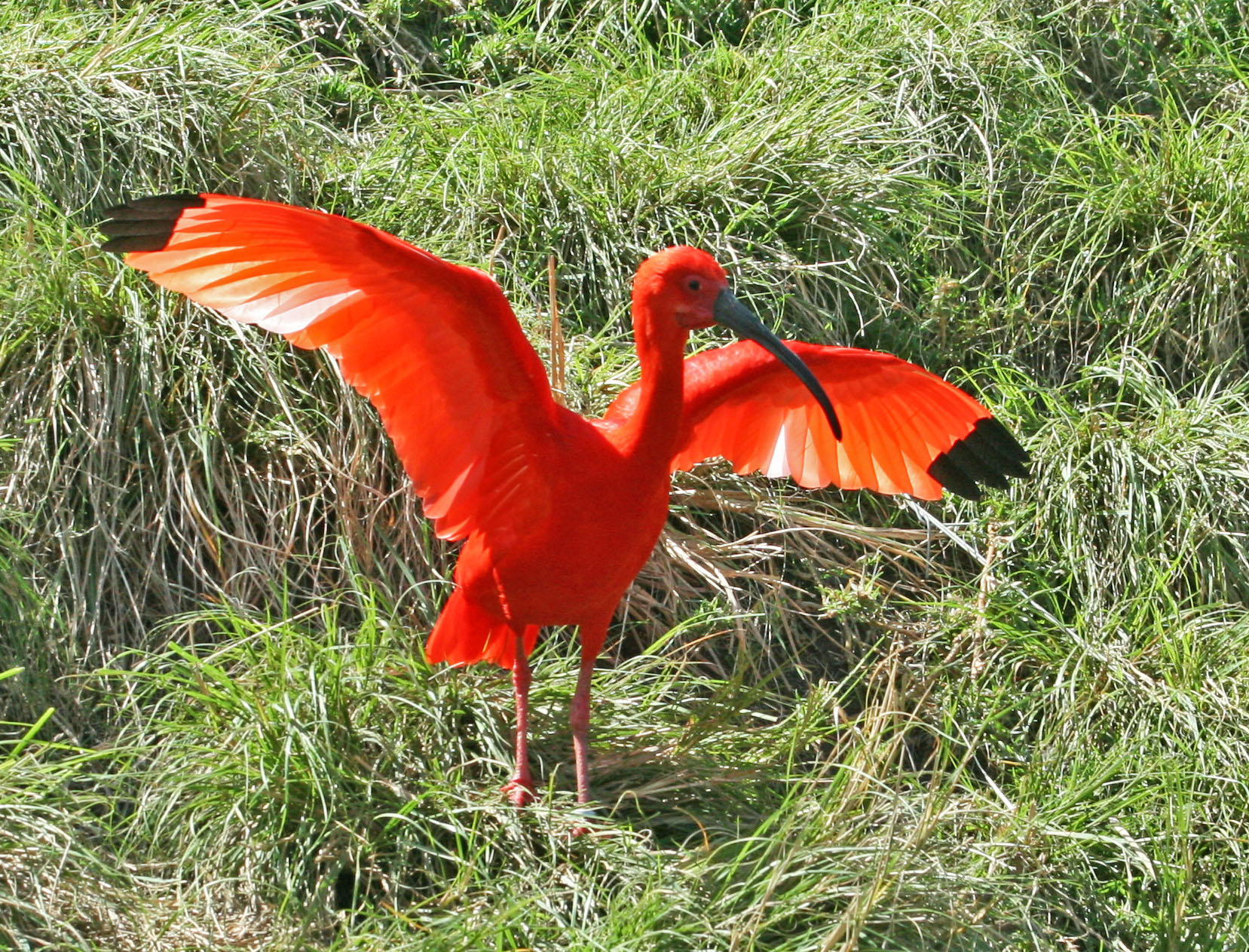
Scharlachsichler (Eudocimus ruber)
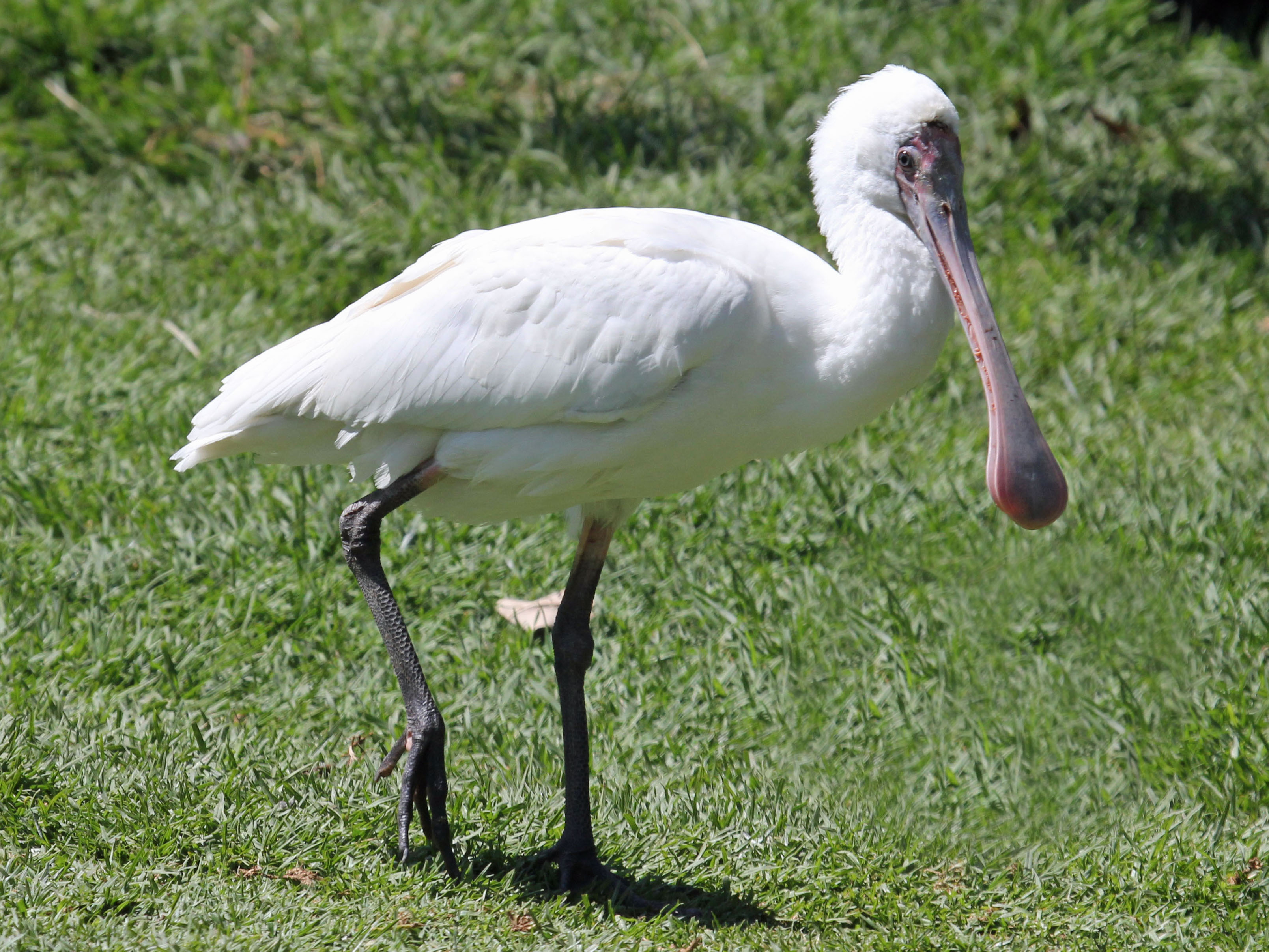
Rotgesichtlöffler (Platalea alba)
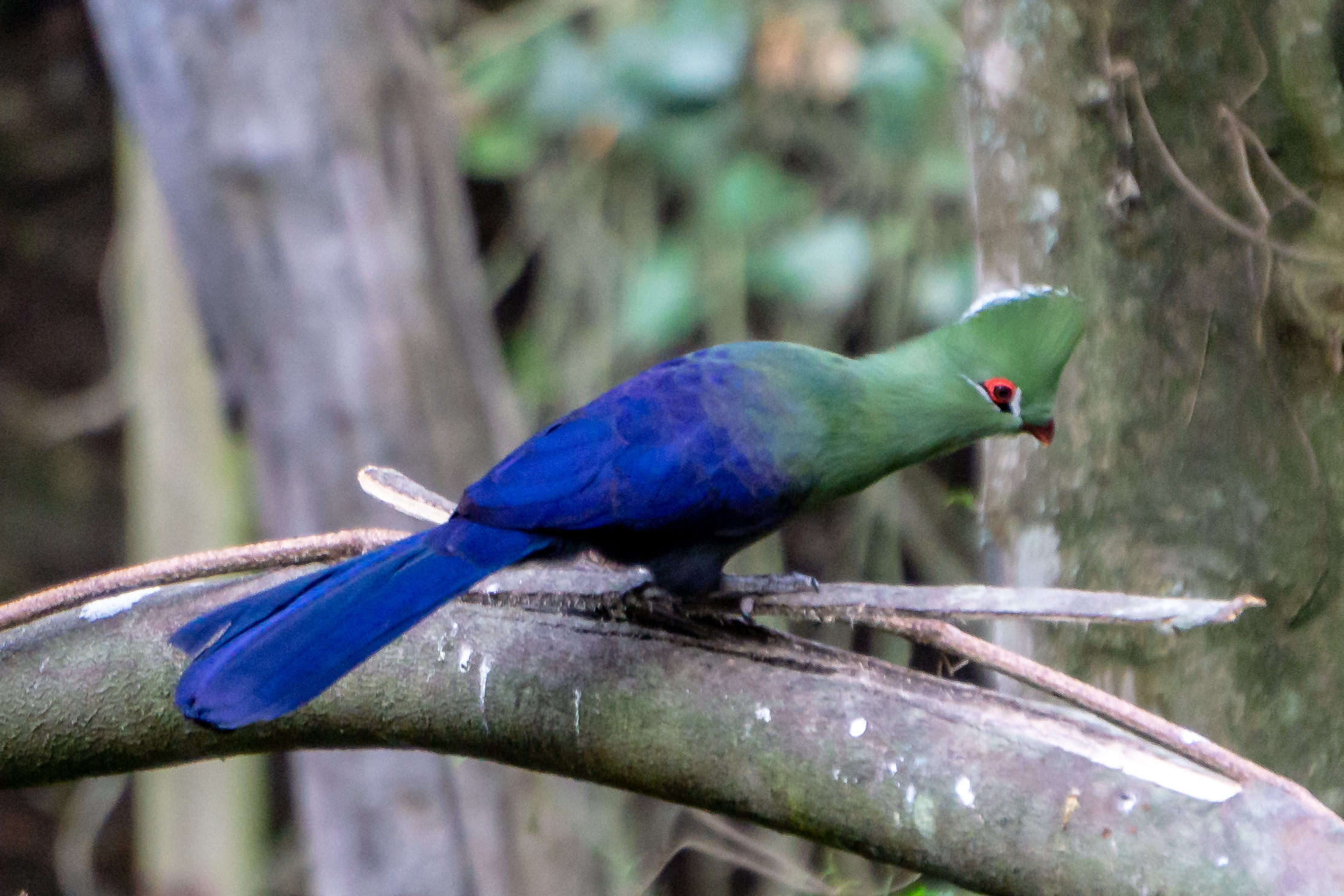
Federhelmturako (Tauraco corythaix)
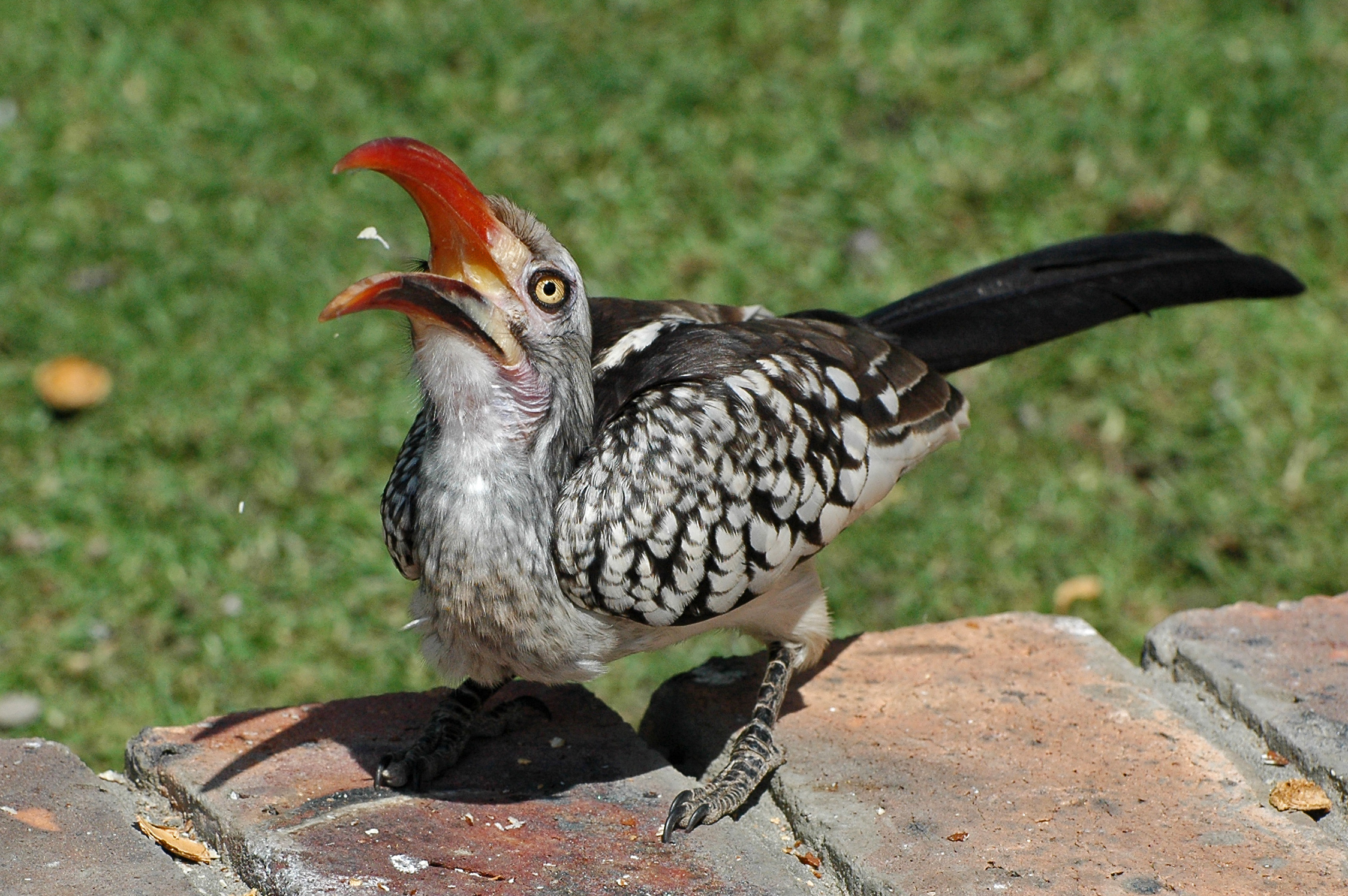
Mopanetoko (Tockus rufirostris)
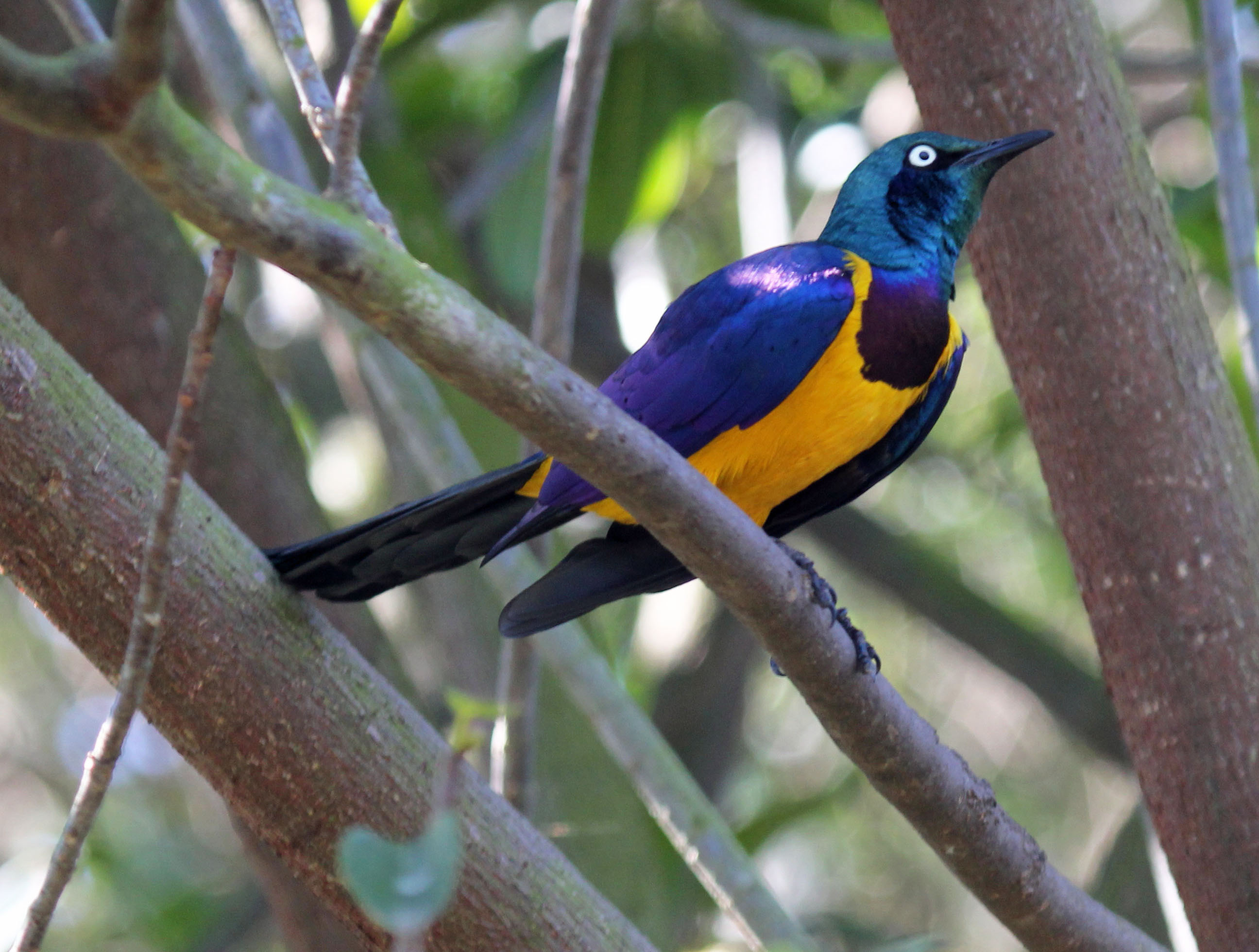
Königsglanzstar (Lamprotornis regius)
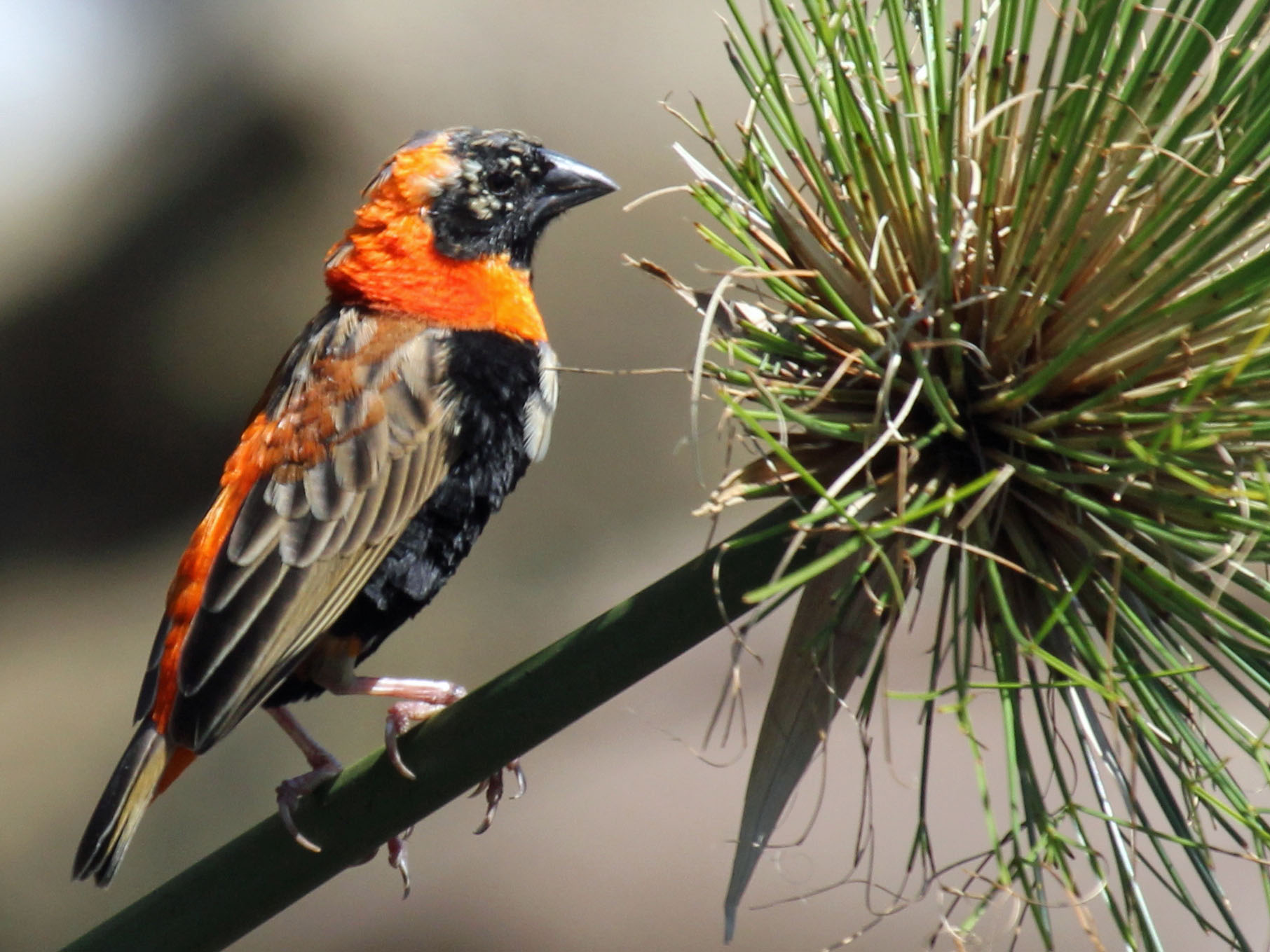
Flammenweber (Euplectes hordeaceus)
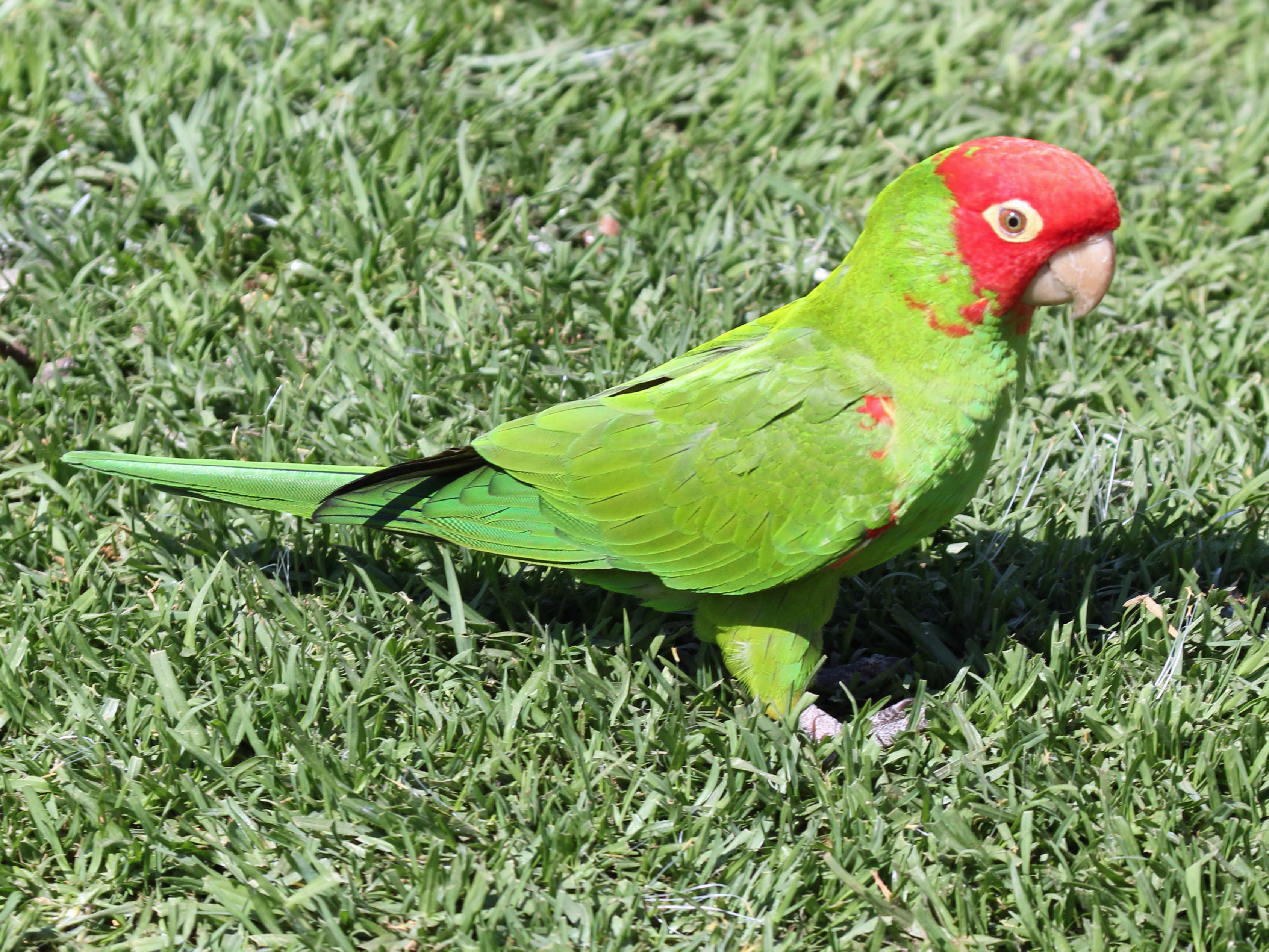
Guayaquilsittich (Psittacara erythrogenys)
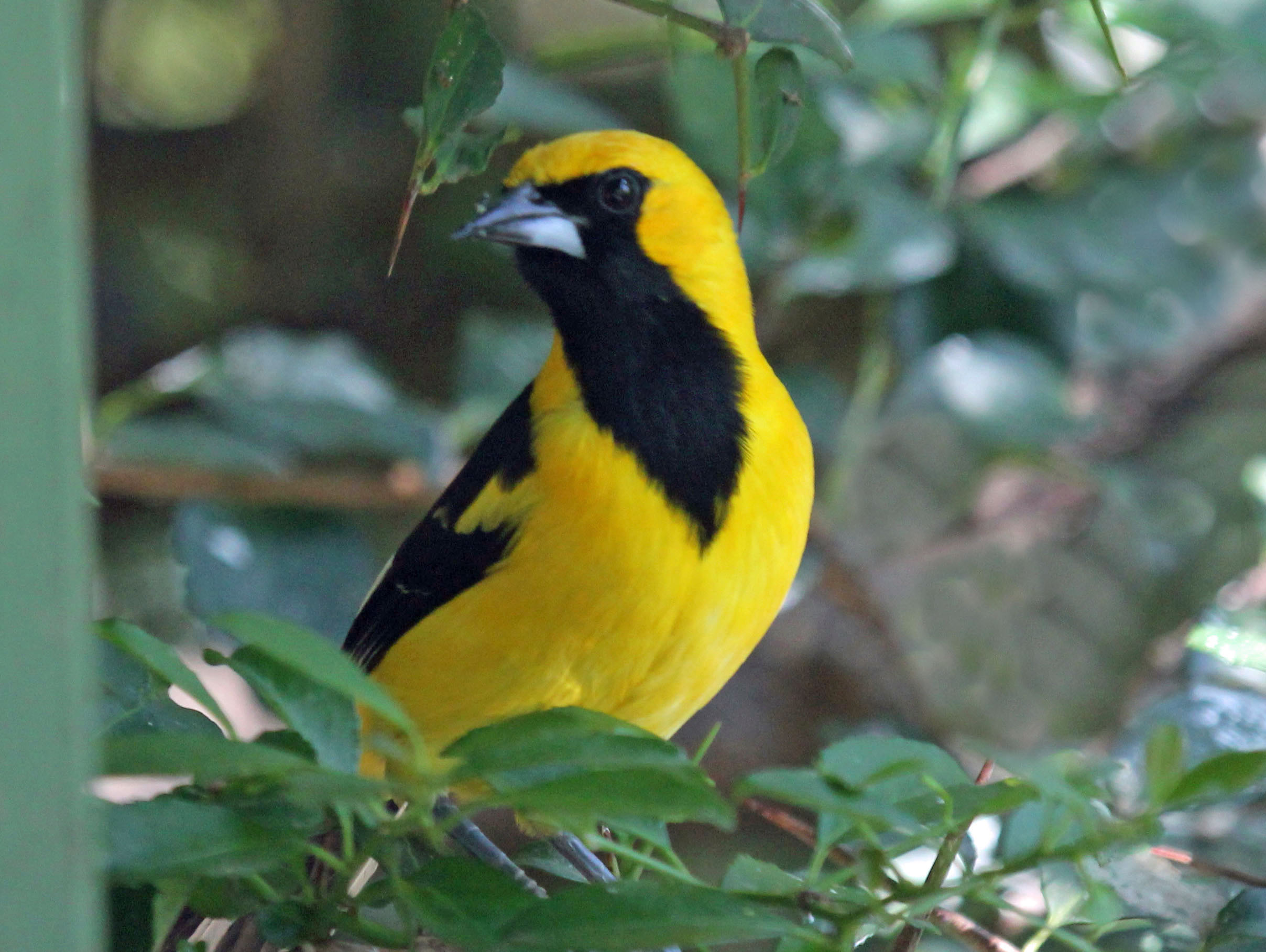
Weißschwingentrupial (Icterus graceannae)

## Anlagengestaltung und Konstruktion
Das ganze Areal ist sehr abwechslungsreich gestaltet. Es gibt Sektionen eines heimischen Waldes, eines tropischen Regenwaldes und einer Flusslandschaft. Durch Wasserleitungen unterhalb der Kuppel ist es möglich, die Vegetation zu beregnen. Für Besucher stehen ein 1,2 Kilometer langer Gehweg, Aussichtsplattformen, eine Hängebrücke und eine Steinterrasse mit Aussicht auf die verschiedenen Wasserflächen zur Verfügung. Normalerweise durchstreifen die Besucher das Gelände unbegleitet, zuweilen werden jedoch auch geführte Touren angeboten.
Die Grundfläche des Geländes umfasst 23.000 Quadratmeter, die maximale Höhe beträgt 55 Meter. Die Freiflughalle ist mit einem speziellen gestrickten, korrosionsbeständigen Drahtnetz umhüllt, welches das Wegfliegen der Vögel verhindert und unerwünschte Eindringlinge von außen fernhält. Die an Masten befestigte Netzabdeckung ist außerdem so konstruiert, dass sie für Sonnenstrahlen, Wind und Regen durchlässig ist. Damit werden die örtlichen klimatischen Verhältnisse innerhalb der Freiflughalle erhalten.